# Stari Dvor, Radeče
Stari Dvor este o localitate din comuna Radeče, Slovenia, cu o populație de 85 de locuitori.